# Афанасьева (деревня)
Афана́сьева — деревня в Тулунском районе Иркутской области России. Административный центр Афанасьевского муниципального образования.

## География
Деревня находится на расстоянии примерно 9 км к северу от города Тулун, административного центра района.

## Население
| 2002 | 2010 | 2011 | 2012 |
| ---- | ---- | ---- | ---- |
| 521  | ↘475 | ↘473 | ↗489 |

### Половой состав
По данным Всероссийской переписи, в 2010 году в деревне проживало 475 человек (213 мужчин и 262 женщины).